# Mo (kana)
A hiragana も, katakana モ, Hepburn-átírással: mo, magyaros átírással: mo japán kana. A hiragana és a katakana is a 毛 kandzsiból származik. A godzsúonban (a kanák sorrendje, kb. „ábécérend”) a 35. helyen áll. Dakutennel és handakutennel képzett alakja nincs. A モー [moo] alakot hangutánzó szóként a tehén bőgésének leírására használják.
|          | Hepburn és magyaros | Hiragana (Unicode) | Katakana    |
| -------- | ------------------- | ------------------ | ----------- |
| Alapalak | mo                  | も (U+3082)        | モ (U+30E2) |

## Vonássorrend
|  |  |
|  |  |